# Vagabunden (1949)
Vagabunden, in Deutschland als Vagabunden der Liebe vertrieben, ist ein österreichischer Spielfilm aus dem Jahre 1949 von Rolf Hansen mit dem Ehepaar Paula Wessely und Attila Hörbiger in den Hauptrollen. Der Geschichte basiert auf dem gleichnamigen Schauspiel von Juliane Kay, die auch am Drehbuch beteiligt gewesen war.

## Handlung
Der Mediziner Dr. Peter Kamma ist seit zehn Jahren mit der Kinderärztin Dr. Elisabeth Kamma verheiratet. Die Ehe ist in engen, wenig aufregenden Bahnen verlaufen, erscheint irgendwie festgefahren. Da lernt Peter eines Tages die sehr viel jüngere Schauspielerin Gaby Elder kennen, die ihm in ihrer jugendlich-unbekümmerten wie eine lebensauffrischende Vitaminspritze erscheint. Peter verlässt seine Gattin, von der er nicht weiß, dass sie ein Kind von ihm erwartet, und lässt sich auf eine Affäre mit Gaby ein. Er erkennt jedoch nicht, dass er für Gaby lediglich ein netter Zeitvertreib ist, der sie offensichtlich recht bald zu langweilen beginnt. Jedenfalls beginnt die Filmdiva in spe eines Tages eine weitere Affäre, diesmal mit einem Filmproduzenten, von dem Gaby sich einen Karrieresprung verspricht.
Von nun an geht es mit Dr. Peter Kamma steil bergab: Er beginnt unverhältnismäßig viel zu trinken. Eines Tages läuft ihm im angetrunkenen Zustand ein kleines Kind vors Auto und wird dadurch schwer verletzt. Um es zu retten, begeht Peter Kamma gleich den nächsten verheerenden Fehler und beginnt es, trotz inständiger Warnung von gutmeinenden Kollegen, eigenhändig zu operieren. Die Operation droht schief zu gehen, das Kind befindet sich zwischen Leben und Tod. Da erscheint wie ein rettender Engel Peters Noch-Ehefrau Elisabeth und übernimmt den Fall. Anschließend kommt es zu einer Aussprache der beiden. Weil Elisabeth ihren Gatten Peter noch immer liebt, verzeiht sie ihm den Fehltritt, und beide Kammas, die demnächst Eltern werden, kommen wieder zusammen. Das (ebenso realistische wie ernüchternde) Schlusswort gehört Elisabeth, die zugleich den Filmtitel erklärt: „Gefühle sind Vagabunden. Manchmal verdingen sie sich wie Knechte auf einem Hof und haben den besten Willen zu bleiben. Aber nur ganz selten bleibt ein Gefühl immer und ewig am selben Fleck.“

## Produktionsnotizen
Vagabunden entstand in Salzburg (Atelier- wie Außenaufnahmen) und wurde am 18. Oktober 1949 in Wien uraufgeführt. Die deutsche Premiere fand am 3. März 1950 statt, Berliner Premiere war am 1. November 1950. Am 9. September 1973 wurde der Film erstmals im deutschen Fernsehen (ZDF) ausgestrahlt.
Friedrich Erban übernahm die Produktionsleitung, Julius von Borsody entwarf die Filmbauten. Carl Möhner gab hier mit einer winzigen Rolle sein Filmdebüt.
Der Film erhielt 1950 den Graf-Kolowrat-Sascha-Wanderpokal des Österreichischen Bundesministeriums für Unterricht für den besten österreichischen Film des Jahres 1950.

## Kritiken
In der Zeit war im Frühjahr 1950 zu lesen: „Die Handlung ist so sehr aus der weiblichen Perspektive gesehen, die auch in der Liebe das Mütterliche unterstreicht, daß Paula Wesselys Kunst der Menschenformung einen Ansatzpunkt fand. (…) Sie hat sich zu einer Selbstlosigkeit der Liebe durchgerungen, die sie lächelnd resümieren läßt: "Gefühle sind Vagabunden. Manchmal verdingen sie sich wie Knechte auf einem Hof und haben den besten Willen zu bleiben. Aber ... nur ganz selten bleibt ein Gefühl immer und ewig am selben Fleck." Die Passion dieser Einsicht gibt der Wessely Gelegenheit, all das zu sein und zu zeigen, was sie im Raum der deutschsprachigen Menschendarstellung einzigartig macht. Rolf Hansens Regie sucht keine besonderen Effekte soviel er an bekannten auch aus früheren Wessely-Filmen zusammentrug. Neben der idealen Partnerschaft Attila Hörbigers, der … sich auch als Schauspieler vom Naturburschen zum sensiblen Charakterdarsteller gewandelt hat, stellt dieser Film … als neues Gesicht Elfie Gerhard heraus.“
Im Lexikon des Internationalen Films heißt es: „Inszenatorisch allenfalls mittelmäßiges Melodram, beeindruckend durch die Schauspielkunst von Paula Wessely und Attila Hörbiger.“